# 방글라데시 독립 전쟁
방글라데시 독립 전쟁(벵골어: বাংলাদেশের স্বাধীনতা যুদ্ধ)은 1971년 3월 26일에 발발한 동파키스탄과 서파키스탄 사이에 발발한 전쟁이다. 이 전쟁으로 서파키스탄은 파키스탄으로, 동파키스탄은 방글라데시로 분리되었다. 방글라데시 해방 전쟁이라고도 한다.

## 개요
1970년 볼라 사이클론이 동파키스탄 지역을 파괴하면서 서파키스탄이 주도하는 파키스탄 정부의 대처가 미흡한 점 등 여러 영향으로 1970년 파키스탄 총선에서 아와미 연맹은 동파키스탄에 걸린 162석 가운데 160석을 획득하고, 단독 과반 의석을 확보했다. 그러나 서파키스탄이 주도하는 기존 정권은 선거 결과 인정을 거부하였다.
이에 아와미 연맹의 총리 지명자였던 셰이크 무지부르 라흐만은 이에 1971년 3월 7일 독립의 필요성을 역설하였고, 서파키스탄 정권은 이에 3월 25일 계엄령을 선포하고 서치라이트 작전을 실시해 동파키스탄인을 탄압하였다. 셰이크 무지부르 라흐만 당수는 서치라이트 작전이 시행되면서 체포되기 직전 방글라데시 독립선언을 발표하였고 3월 26일 라디오 방송을 통해 공표되었다. 방글라데시에서는 독립선언이 공표된 3월 26일을 독립기념일로 기념한다.
방글라데시인들은 묵티 바히니라는 독립군을 결성하여 파키스탄에 맞섰고, 방글라데시 임시정부를 조직하였다.
동파키스탄 주민이 대량 난민이 되었고 인도에 망명한 것으로부터, 인도 정부가 1971년 12월 3일에 개입(제3차 인도 파키스탄 전쟁)을 하여 파키스탄군이 1971년 12월 16일에 철수하면서, 동파키스탄은 ‘방글라데시’로 독립하였다.

## 같이 보기
- 제3차 인도 파키스탄 전쟁
- 방글라데시의 파키스탄인